# Munida pusilla
Munida pusilla är en kräftdjursart som beskrevs av James Everard Benedict 1902. Munida pusilla ingår i släktet Munida och familjen trollhumrar. Inga underarter finns listade i Catalogue of Life.